# Thyriochlorota flavofemorata
Thyriochlorota flavofemorata är en skalbaggsart som beskrevs av Kirsch 1885. Thyriochlorota flavofemorata ingår i släktet Thyriochlorota och familjen Rutelidae. Inga underarter finns listade i Catalogue of Life.